# Peltophryne
A Peltophryne a kétéltűek (Amphibia) osztályába, a békák (Anura) rendjébe és a varangyfélék (Bufonidae) családjába tartozó nem.

## Előfordulása
A nem fajai a Nagy-Antillák szigetein honosak.

## Rendszerezés
A nembe az alábbi fajok tartoznak:
- Peltophryne armata Landestoy T., Turner, Marion & Hedges, 2018
- Peltophryne cataulaciceps (Schwartz, 1959)
- Peltophryne dunni (Barbour, 1926)
- Peltophryne empusa Cope, 1862
- Peltophryne florentinoi (Moreno & Rivalta, 2007)
- Peltophryne fluviatica (Schwartz, 1972)
- Peltophryne fracta (Schwartz, 1972)
- Peltophryne fustiger (Schwartz, 1960)
- Peltophryne guentheri (Cochran, 1941)
- Peltophryne gundlachi (Ruibal, 1959)
- Puerto Ricó-i varangy (Peltophryne lemur) Cope, 1869
- Peltophryne longinasus (Stejneger, 1905)
- Kubai varangy (Peltophryne peltocephala) (Tschudi, 1838)
- Peltophryne ramsdeni (Barbour, 1914 )
- Peltophryne taladai (Schwartz, 1960)